# Flavie Renouard
Flavie Renouard (10 de septiembre de 2000) es una deportista de Francia que compite en atletismo. Ganó una medalla de oro en el Campeonato Europeo de Atletismo Sub-23 de 2021, en la prueba de 3000 m obstáculos.